# چیما دلا بونداسکا
چیما دلا بونداسکا (به لاتین: Cima della Bondasca) یک کوه در سوئیس است که در کانتون گراوبوندن واقع شده‌است. چیما دلا بونداسکا ۳٬۲۸۹ متر بالاتر از سطح دریا واقع شده‌است.